# Riki Ellison
Riki Morgan Ellison (* 15. August 1960 in Christchurch, Neuseeland) ist ein ehemaliger American-Football-Spieler auf der Position des Linebackers. Er spielte für die San Francisco 49ers und die Los Angeles Raiders in der National Football League (NFL). In seinen zehn Profijahren gewann er drei Mal den Super Bowl. Er war der erste neuseeländische Spieler in der NFL.

## Frühe Jahre
Ellison ging in Tucson, Arizona, auf die Highschool. Später besuchte er die University of Southern California. Mit dem Collegefootballteam gewann er 1978 die nationale Meisterschaft.

## NFL

### San Francisco 49ers
Ellison wurde im NFL-Draft 1983 in der fünften Runde an 117. Stelle von den San Francisco 49ers ausgewählt. Hier blieb er sieben Jahre und gewann mit den 49ers drei Super-Bowl-Titel. In seiner letzten Saison für die 49ers brach er sich den Arm und wurde auf die Injured Reserve List gesetzt.

### Oakland Raiders
Zur Saison 1990 unterschrieb Ellison einen Vertrag bei den Los Angeles Raiders. Hier blieb er drei Jahre, ehe er seine Karriere beendete.

## Persönliches
Ellison besitzt eine Māori-Abstammung. Sein Sohn Rhett Ellison spielt neun Jahre lang in der NFL. Weitere Familienangehörige spielten, bzw. spielen aktuell höherklassig Super Rugby.